# Żelki
Żelki (deutsch Groß Silkow) ist ein Dorf in der Gemeinde Kobylnica im Powiat Słupski (Stolper Kreis) in der polnischen Woiwodschaft Pommern. Es gehört zum Schulzenamt Żelkówko.

## Geographische Lage
Żelki liegt in Hinterpommern, etwa 15 Kilometer südlich von Słupsk (Stolp), 12 Kilometer südsüdöstlich von Kobylnica (Kublitz) und 102 Kilometer westlich der regionalen Metropole Danzig.

## Geschichte
Ursprünglich gehörten die Dörfer Groß Silkow und Klein Silkow zu einem gemeinsamen Gutsbezirk, der sich im Besitz der Familien Wobeser und Zitzewitz befand. Andere Formen des Gutsnamens sind Szellekow, Selkow und Syllekow. Beide Familien waren miteinander verwandt. 1337 wird Martin von Wobeser erwähnt. 1687 kamen beide Teile des Gutes an die Familie Wobeser, unter der das Gesamtgut dann bis 1810 vereinigt blieb. Groß Silkow wurde als Zeilendorf angelegt. Um 1784 gab es in Groß Silkow ein Vorwerk, sieben Bauern, zwei Kossäten, einen Schulmeister und insgesamt 18 Haushaltungen. Das Gut lag damals je zur Hälfte im Kreis Stolp und im Kreis Rummelsburg. 1925 standen in Groß Silkow 29 Wohnhäuser. 1939 wurden in Groß Silkow 231 Einwohner in 50 Haushaltungen gezählt. Als letzter Gutsbesitzer in Groß Silkow wird 1938 Werner Krüger genannt.
Vor dem Ende des Zweiten Weltkrieges war Groß Silkow Amtssitz des Amtsbezirks Groß Silkow im Landkreis Stolp im Regierungsbezirk Köslin in der Provinz Pommern. Die Gemeindefläche betrug 950 Hektar.
Gegen Ende des Zweiten Weltkrieges fiel die Region am 7. März 1945 in die Hände der Roten Armee. Kurz darauf nahmen die Polen das Dorf als Kriegsbeute in Besitz und vertrieben die deutschen Bewohner. Groß Silkow wurde in Żelki umbenannt. Das Gut wurde verstaatlicht, blieb aber bis 1952 in sowjetischer Hand. 1952 wurde es zum Staatlichen Landwirtschaftsbetrieb (Państwowe Gospodarstwo Rolne) und 1970 dem Landwirtschaftsbetrieb in Kwakowo angegliedert. Anfang der 1990er Jahre wurde der Betrieb eingestellt.
Später wurden in der BRD 78 und in der DDR 58 aus Groß Silkow vertriebene Dorfbewohner ermittelt.
Im Jahr 2009 hatte Żelki 53 Einwohner.

## Persönlichkeiten
- Walter Neumann-Silkow (1894–1941), deutscher Offizier, zuletzt Generalleutnant im Zweiten Weltkrieg.